# ويليام جي. والش
ويليام جي. والش (بالإنجليزية: William G. Walsh)‏ هو عسكري أمريكي، ولد في 7 أبريل 1922 في Roxbury, Boston ‏ في الولايات المتحدة، وتوفي في 27 فبراير 1945 في آيوو جيما في اليابان.